# Jarosław Skrzyszowski
Jarosław Skrzyszowski (ur. 27 czerwca 1964 w Gliwicach) – polski lekkoatleta i trener, przedsiębiorca.

## Życiorys
W 1984 ukończył Technikum w Gliwicach, w 1992 studia w Akademii Wychowania Fizycznego i Sportu w Gdańsku. Jako zawodnik AZS Gdańsk zdobył w 1985 brązowy medal mistrzostw Polski seniorów w sztafecie 4 x 100 metrów. W latach 1992-1997 pracował jako trener w Sopockim Klubie Lekkoatletycznym. W 1994 poślubił Jolantę Bartczak, z którą ma dwie córki, Agatę (ur. w 1995) i Pię (ur. w 2001) (małżeństwo zakończyło się rozwodem).
W latach 1998-2018 pracował w międzynarodowych korporacjach. Razem z kolejną żoną, Dorotą Kornaszewską prowadzi działalność gospodarczą w formie spółki cywilnej pod nazwą TOPY Beauty. Równocześnie w 2018 powrócił do pracy trenerskiej w AZS-AWF Warszawa, przede wszystkim ze swoją córką Pią, współpracował także z Anną Kiełbasińską. W 2022 był także trenerem Oliwera Wdowika.